# David Rijckaert III.
David Rijckaert III., David Rijckaert mladší nebo David Ryckaert III. (1612 Antverpy – 11. listopadu 1661 Antverpy) byl vlámský malíř známý svým přínosem pro žánrovou malbu, zejména prostřednictvím svých scén veselých společností a vesničanů. Užíval si záštity prominentních patronů a byl dvorním malířem guvernéra jižního Nizozemska.

## Životopis
Byl členem rodiny umělců Ryckaert (nebo Rijckaert) a byl synem Davida Ryckaerta II., který byl vnukem Davida Ryckaerta I. a synovcem Martena Ryckaerta. Je možné, že měl bratra, který se jmenoval Pauwels, který byl také malířem.
David Ryckaert byl žákem svého otce. V letech 1636–1637 se stal členem antverpského malířského spolku Cech svatého Lukáše. Děkanem spolku byl v letech 1652–1653. Byl učitelem Hanse la Croys, Jacoba Lafosse II. a Erasma de Bie. Jeho sestra Margaret si vzala žáka svého otce Gonzalese Coquese, který se stal úspěšným malířem. David Ryckaert III. pracoval celou svou kariéru v Antverpách. Oženil se 31. srpna 1647 s Jacobou Palmans a spolu měli osm dětí. Jeho práce byla velmi dobře oceňována. Jedním z jeho patronů byl od roku 1647 do roku 1656 arcivévoda Leopold I. Vilém, guvernér jižního Nizozemska.

## Práce
Ryckaert začal svou kariéru jako krajinář. Později změnil své zaměření na žánrové obrazy. Olivnily ho práce předních vlámských žánrových malířů Adriaena Brouwera, Davida Tenierse staršího a zvláště pak Davida Tenierse mladšího. Jeho práce často zobrazují interiéry s postavami v různých situacích, jako byli alchymisté, šarlatáni, ševci nebo malíři či vesničané v hostinci. Také maloval hrající si děti, oslavy s hudbou a imaginární scény čarodějnic a duchů. Mnoho jeho prací je podepsáno a datováno, proto je snadné sledovat jeho umělecký vývoj od roku 1637 do roku 1661. Ryckaertovy rané žánrové obrazy ukazují silný vliv Adriaena Brouwera. Příkladem jsou dva obrazy společníků rolnické ženy s kočkou a rolníka se psem v muzeu Ermitáž. Skladby reprízují v předmětu a kompozici dva obrazy Brouwera. Ryckaert změnil detaily skladeb a proměnil je v alegorie chuti (žena krmí kočku) a dotýká se (muž drží tlapku psa). Skladba se psem také zahrnuje motiv tréninku psa, protože muž jasně dává psovi příkaz sedni.

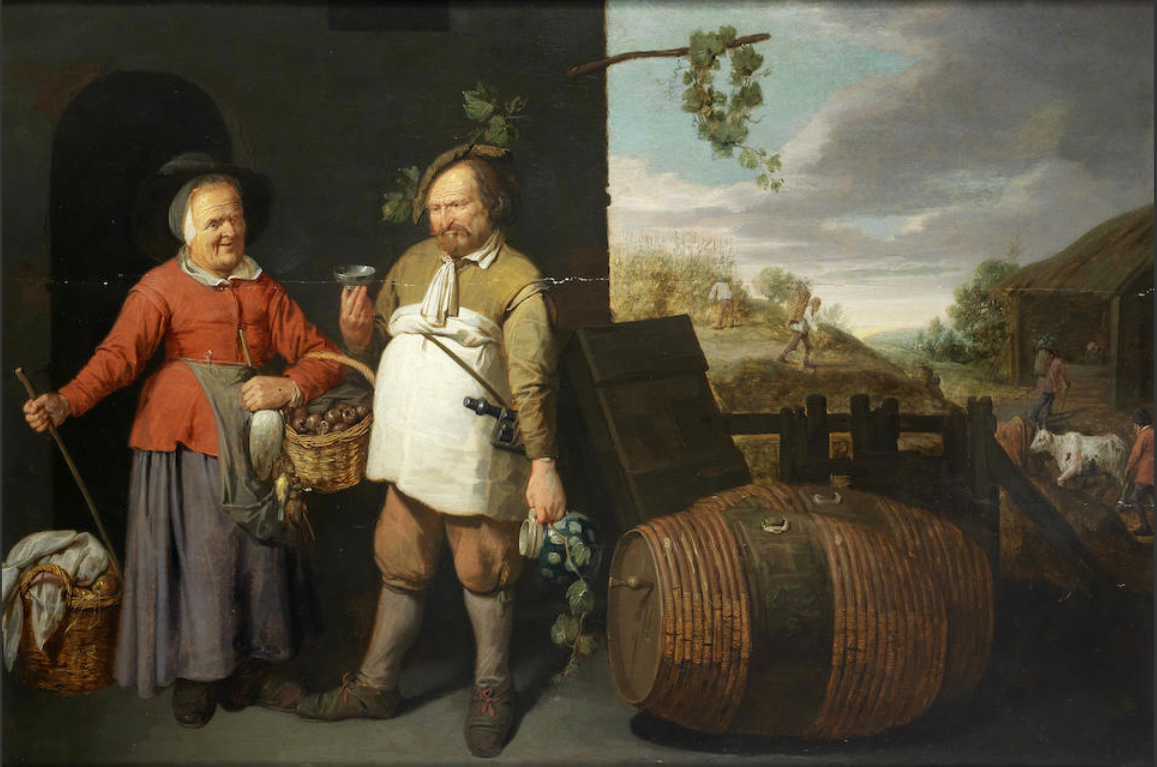
Alegorie podzimu, 1640–1642
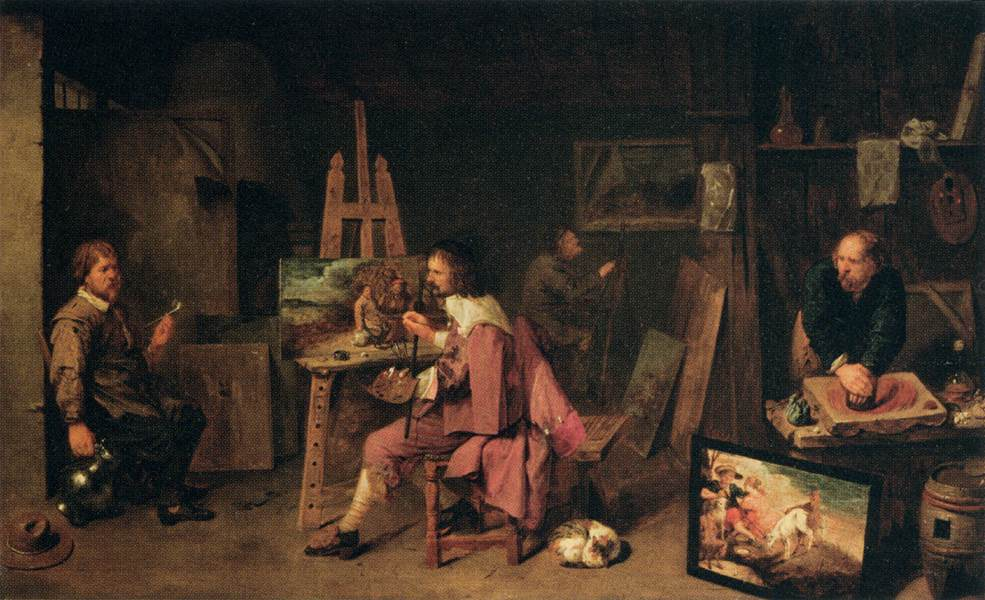
Malířská dílna, 1638
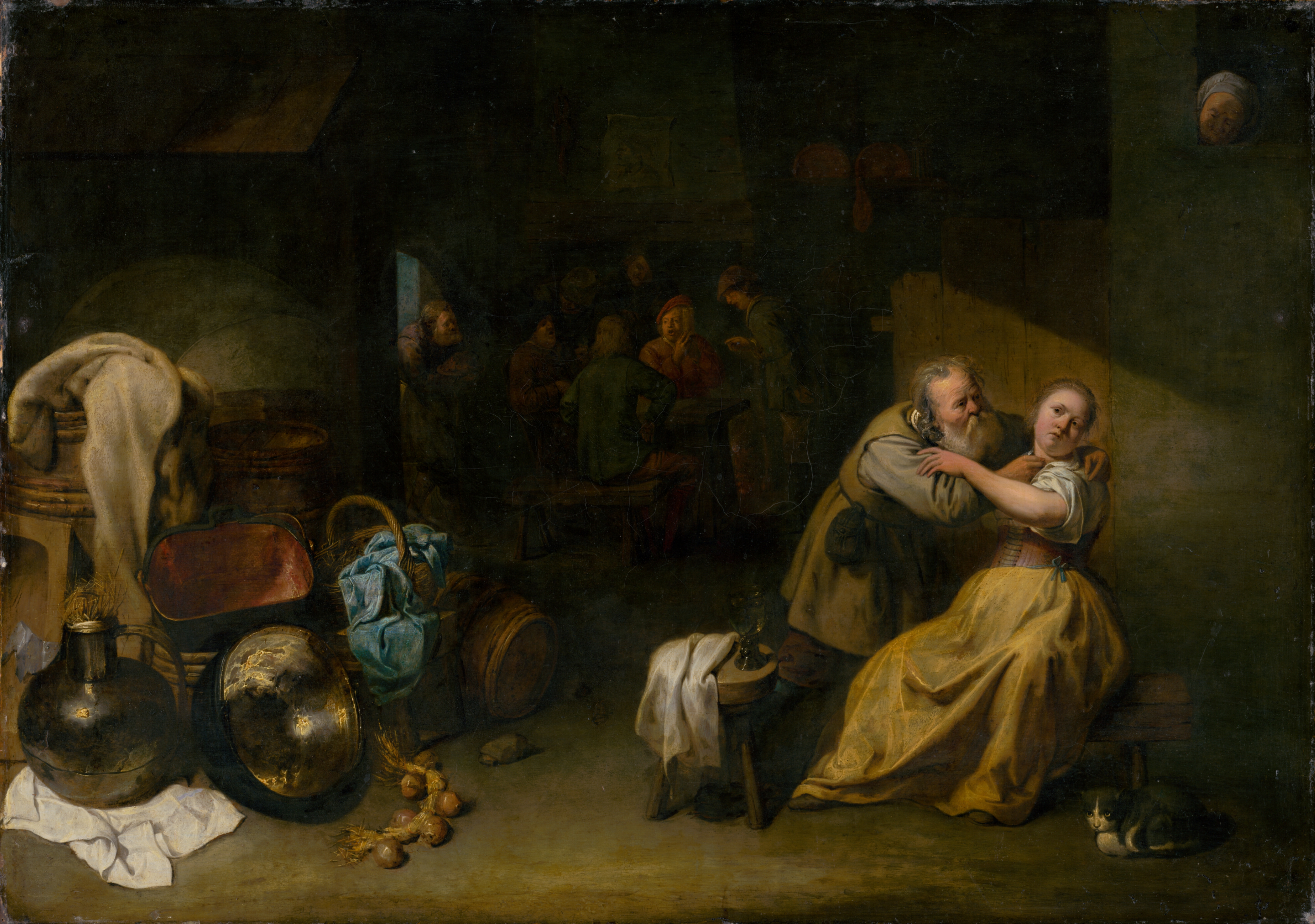
V hostinci, 1652, Slovenská národní galerie
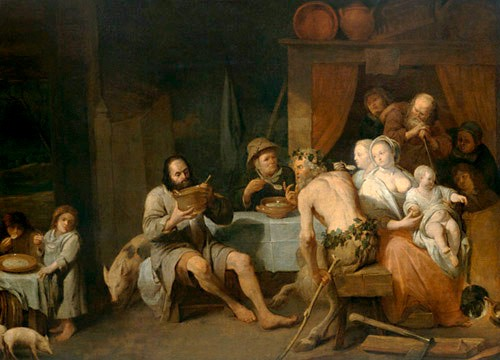
Bajka o satyrovi a rolnické rodině, 1650-1660
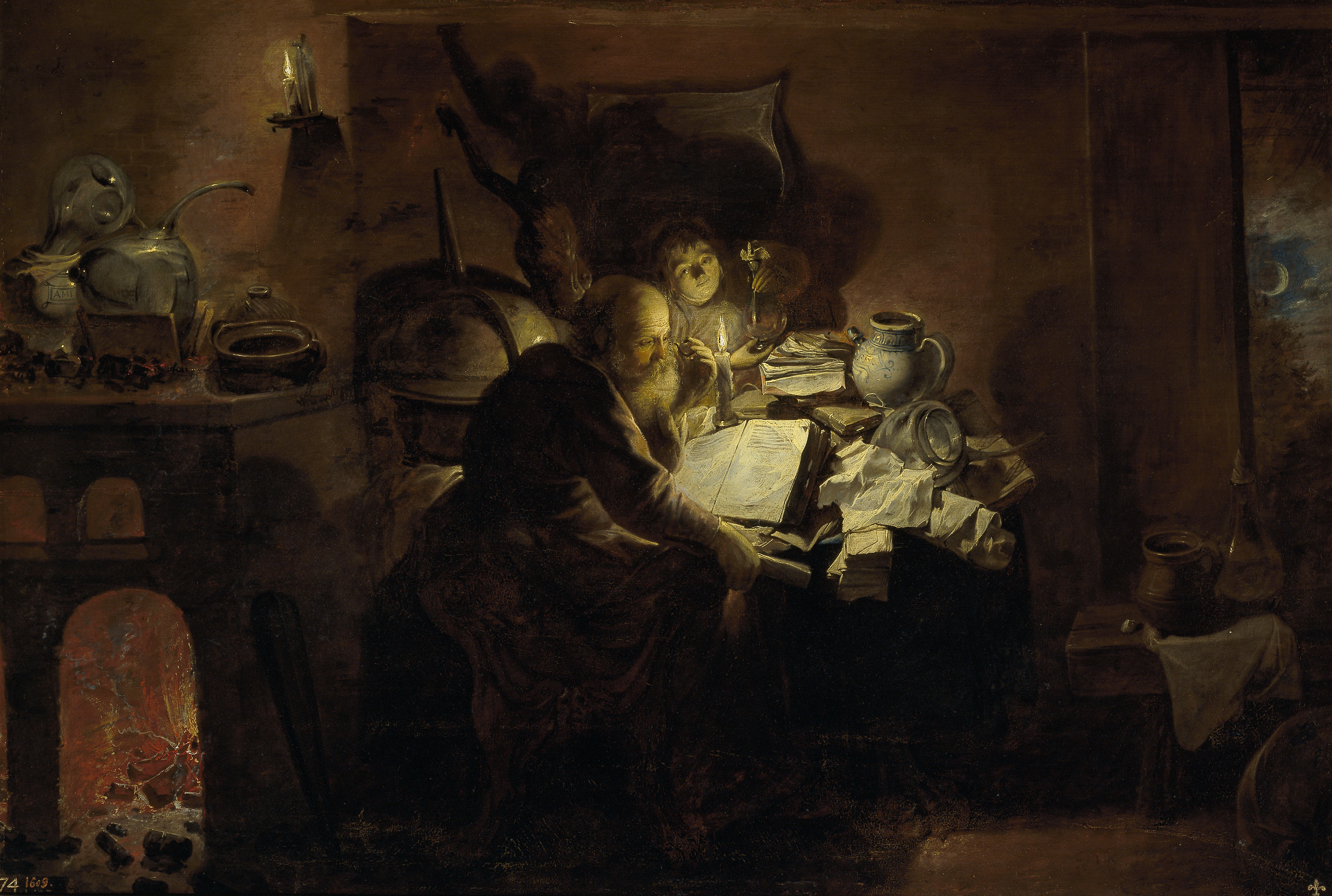
Alchymista ve své laboratoři, 1649
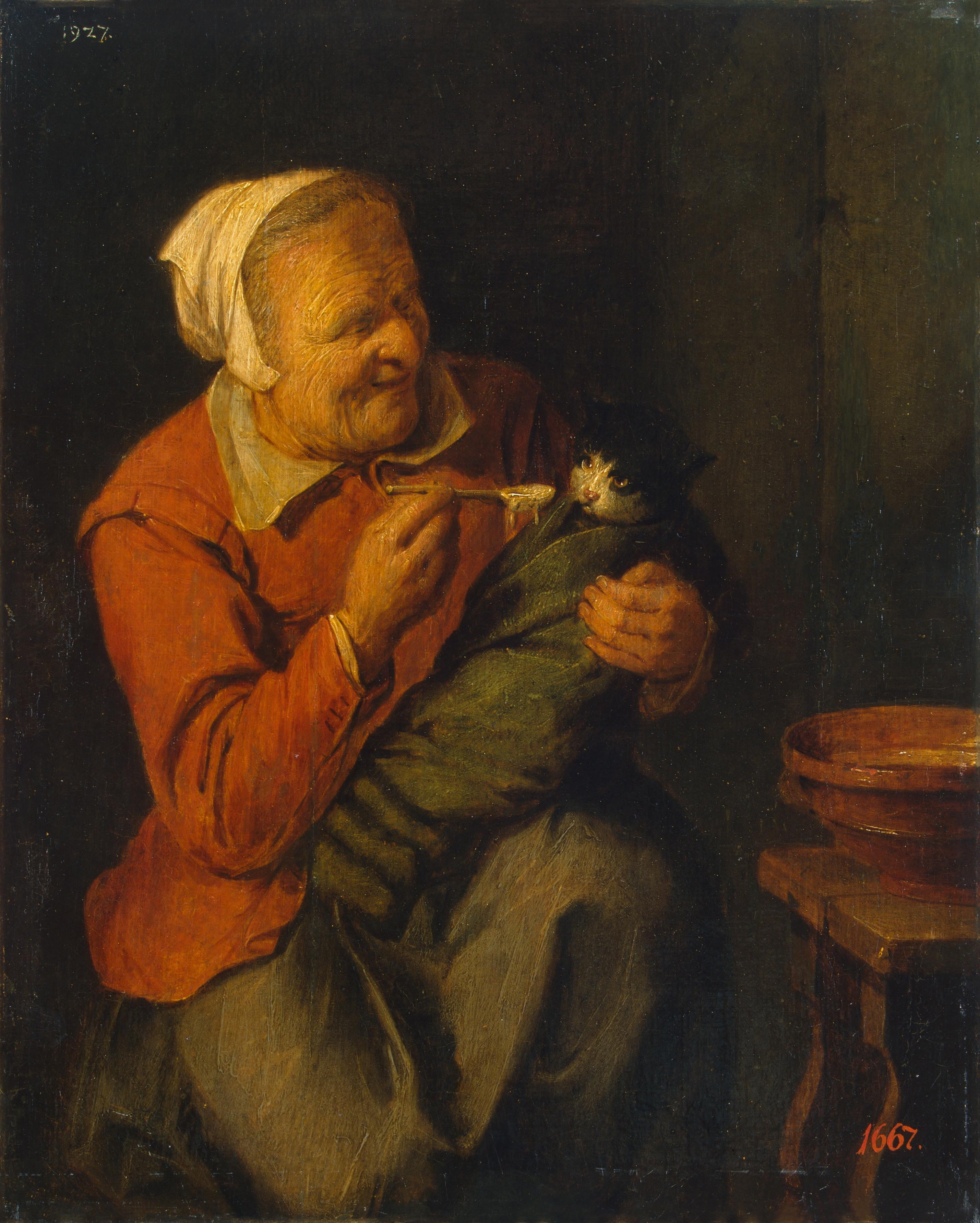
Vesnická žena s kočkou, 1640–1642
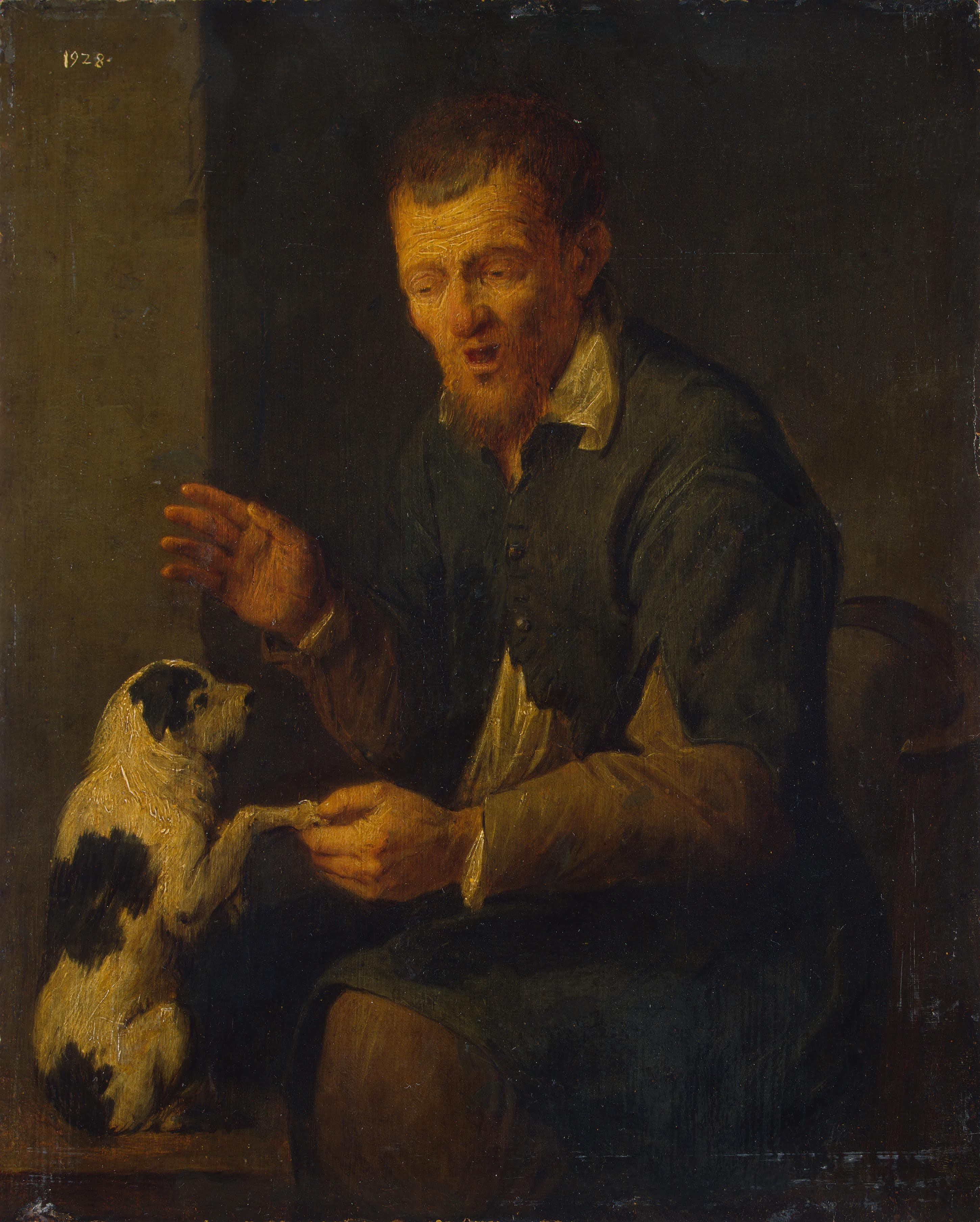
Rolník a pes, 1640–1642

Mezi asi 1640 a 1650 jeho žánrové obrazy podstoupily důležitý vývoj: spíše než hrubé rolníky začal malovat skupiny složené z jemnějších lidí, například z hudebníků. Tato změna ve stylu byla možná reakce na příchod arcivévody Leopolda I. Viléma rakouského do Bruselu v roce 1647, který se stal guvernérem jižního Nizozemska. Leopold Wilém nebyl příznivcem Ryckaertových dřívějších obrazů taveren a interiérů stodol, protože preferoval rafinovanější scény. Posun ve stylu nakonec pomohl Ryckaertovy k úspěchu, čtyři jeho obrazy jsou zmíněny v inventáři arcivévody z roku 1659.
Současně si vypůjčoval nová témata od jiných umělců. Například, v obraze Alchymista ve své laboratoři z roku 1648, Musées royaux des Beaux-Arts de Belgique (Královská muzea výtvarných umění Belgie, Brusel) si vypůjčil námět, který se často objevoval na obrazech Tenierse mladšího. Ovlivněn tímto malířem Ryckaert změnil svůj styl tím, že kladl větší důraz na odlišnosti barev a dekorativnost. Také začal pracovat více se šerosvitem (italsky chiaroscuro). To je patrné zejména v jeho obrazech alchymistů. Kolem roku 1650 začal Ryckaert malovat obrazy s náboženskými a mytologickými náměty.
Poslední etapu ve vývoji Ryckaertova stylu ilustruje jeho obraz V hostinci, kde Ryckaert přejal Teniersův způsob malby a adaptoval jej na scénu idylického a sentimentálního charakteru.